# Miss Mundo 1993

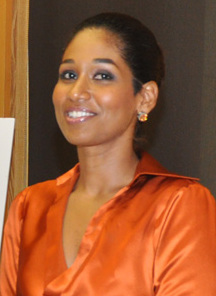
Lisa Hanna, Miss mundo 1993

O 43º Concurso Miss Universo aconteceu em 27 de novembro de 1993 no Sun City Entertainment Centre em Sun City,África do Sul. Foram 81 participantes e a vencedora foi Lisa Hanna, da Jamaica.